# Heptacosan
Heptacosan ist ein langkettiges, lineares Alkan.

## Vorkommen

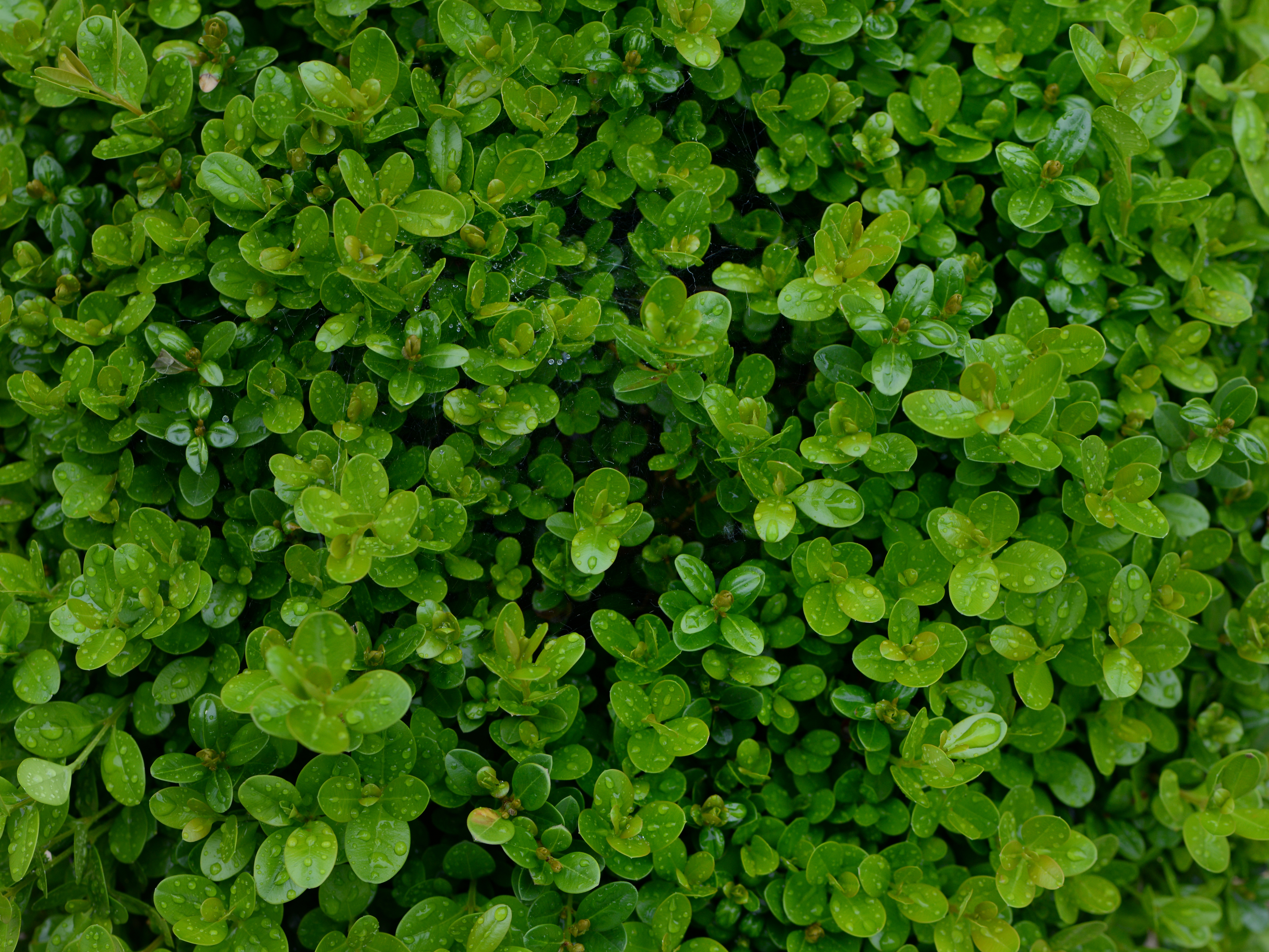
Das Blattwachs des Buchsbaums enthält Heptacosan

Heptacosan ist ein Bestandteil von Paraffinwachs. Das Mineral Evenkit besteht überwiegend aus Alkanen. Deren Kettenlänge beträgt 19 bis 28, wobei Tricosan die Hauptkomponente ist, Heptacosan ist eine Minderkomponente. Es ist außerdem eine Komponente in Ozokerit. Dessen Zusammensetzung unterscheidet sich je nach Herkunft, Heptacosan ist jedoch zuweilen eine der wichtigsten Komponenten. Es ist außerdem ein Bestandteil des Wachses der Cuticula von Pflanzen. Dessen Zusammensetzung unterscheidet sich stark zwischen Pflanzen, sowohl was den Anteil an Alkanen angeht, als auch deren Kettenlänge. Oft weisen die Hauptkomponenten unter den Alkanen längere Ketten auf. Beim Buchsbaum (Buxus sempervirens) stellt Heptacosan jedoch das Maximum der Längenverteilung dar, obwohl der Gehalt an Alkanen im Blattwachs insgesamt sehr gering ist. Im Blattwachs von Ludwigia adscendens (Gattung Heusenkräuter) macht Pentacosan den Hauptteil der Alkane aus, Heptacosan gehört jedoch auch zu den Verbindungen, die einen größeren Anteil ausmachen.